# Barzelletta

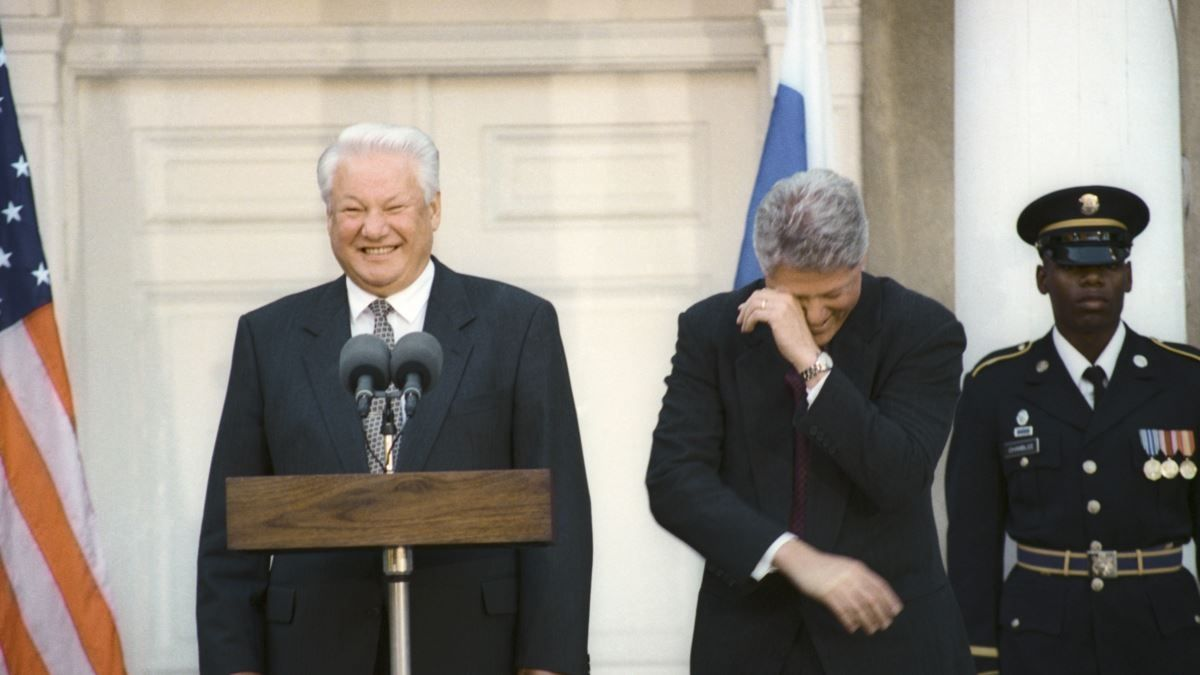
I presidenti Boris El'cin e Bill Clinton mentre ridono e scherzano.

La barzelletta è un breve racconto umoristico, trasmesso prevalentemente in forma orale, che mira a scatenare una reazione di ilarità nell'ascoltatore.
Il meccanismo linguistico alla base della barzelletta è normalmente il rovesciamento in forma comica, ridicola o semplicemente inusuale di una situazione normale, quotidiana, che può essere condivisa e compresa da chiunque. Questo rovesciamento può aversi già all'inizio o nel corpo del racconto, oppure, più frequentemente, al termine della storia, sfruttando così al massimo l'effetto sorpresa della situazione inattesa.
La barzelletta è strettamente legata alla forma orale; infatti viene spesso accompagnata dalla mimica del raccontatore e da una caratterizzazione caricaturale dei protagonisti, per conferire corpo e forza al racconto. Questo probabilmente perché la brevità della vicenda, quasi sempre raccolta in poche frasi, necessita di uno stile simile al recitativo per ottenere il coinvolgimento dello spettatore e, quindi, il massimo effetto.
Proprio in questa necessità di interpretazione risiede il successo della barzelletta, che, se non riportata con il giusto coinvolgimento, riesce al massimo a far sorridere. In questo caso si dice normalmente che il narratore "non le sa raccontare". Un'altra cosa è la freddura, che condensa di solito in una o due sole frasi l'effetto comico.
Al contrario, la barzelletta propriamente detta consta di un racconto più o meno articolato, che può avere come protagonisti e ignare vittime, intere categorie sociali (i politici, le forze di polizia), popolazioni (negli USA sono particolarmente diffuse le barzellette sui polacchi, sugli italiani, sugli irlandesi e in Francia sui belgi), personaggi famosi, addirittura sistemi politico-economici (come la Hai due mucche): in una parola qualsiasi persona si decida di ridicolizzare. Esistono comunque alcuni personaggi ricorrenti della barzelletta, fra i quali è degno di nota il bambino noto in Italia come Pierino, un po' monello ma furbetto, assai diffuso nelle barzellette di tutta Europa. Esiste un'eccezione del termine barzelletta, ovvero "rivata"; questo sostantivo identifica con esso delle battute umoristiche verbali molto brevi (alcune di poche parole), molto spesso di derivazione tipicamente dialettale, le quali non escludono l'utilizzo di parole molto colorite per dare l'effetto immediato alla frase stessa. La "rivata" si inserisce il più delle volte nel contesto di una conversazione ma non si esclude il fatto che si estrapoli anche senza un apparente motivo.
Il termine è di etimo incerto, e, in poesia e musica, definisce anche una ballata di più strofe destinata ad un accompagnamento musicale, particolarmente diffusa fra il XV e il XVI secolo, sempre di tono lieve e di argomento scherzoso.
Nello spettacolo italiano uno dei più noti raccontatori di barzellette è stato Gino Bramieri.

Il linguista Robert Hetzron offre la definizione:
Una barzelletta è un breve pezzo umoristico di letteratura orale in cui la comicità culmina nella frase finale, chiamata battuta finale… Infatti, la condizione principale è che la tensione raggiunga il suo livello più alto proprio alla fine. Non dovrebbe essere aggiunta alcuna continuazione per alleviare la tensione. Per quanto riguarda il suo essere "orale", è vero che le barzellette possono apparire stampate, ma quando ulteriormente trasferite, non vi è alcun obbligo di riprodurre il testo alla lettera, come nel caso della poesia. 
Le battute sono una forma di umorismo, ma non tutto l'umorismo ha la forma di una barzelletta. Alcune forme umoristiche di barzellette non verbali sono: umorismo involontario, umorismo situazionale, scherzi, slapstick e aneddoti.
La stand-up comedy, i comici e lo slapstick lavorano con tempismo e ritmo comici nelle loro esibizioni e possono fare affidamento sulle azioni così come sulla battuta finale verbale per evocare risate. Questa distinzione è stata formulata nel detto popolare «Il comico non è un uomo che dice cose divertenti. Il comico è uno che racconta le cose in modo divertente».

## Storia della barzelletta nella stampa

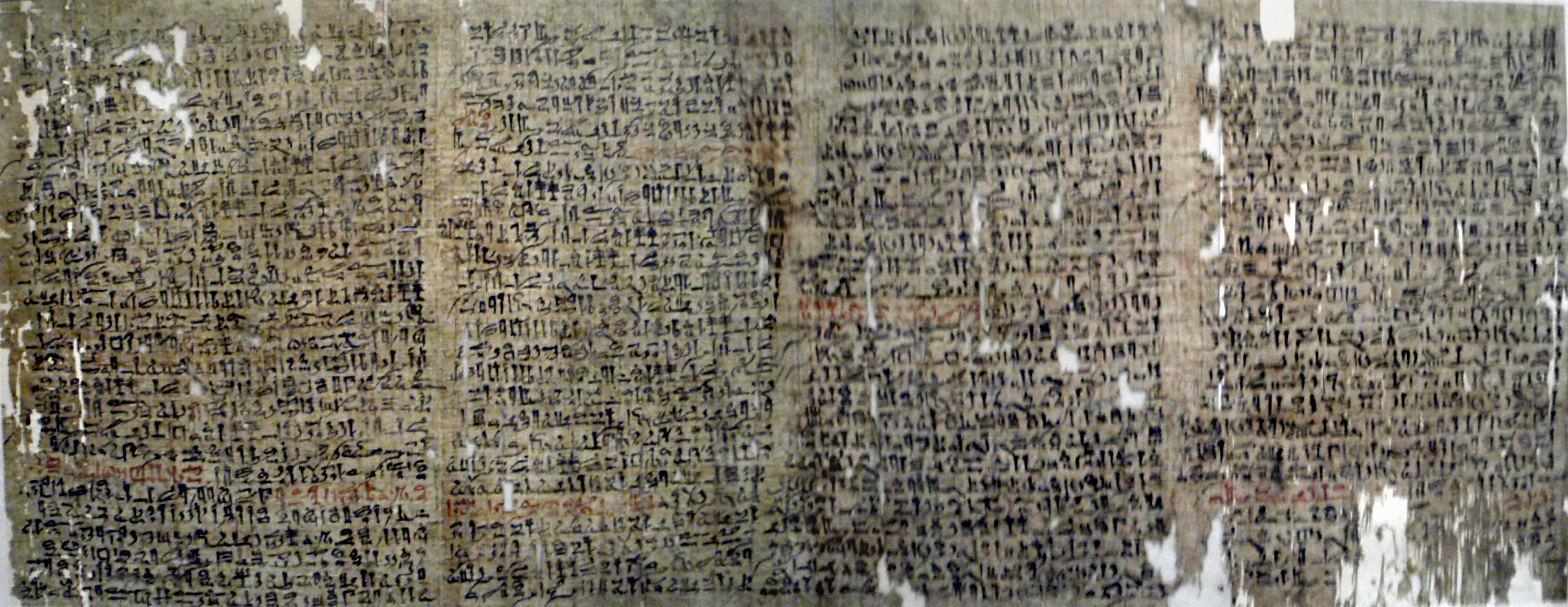
Il papiro Westcar, risalente al 1600 a.C. circa, contiene un esempio di una delle prime barzellette sopravvissuti.

Qualsiasi barzelletta documentata del passato è stata salvata per caso piuttosto che per disegno. Le barzellette non appartengono alla cultura raffinata, ma piuttosto al divertimento e allo svago di tutte le classi. Pertanto, qualsiasi versione stampata era considerata effimera, vale a dire documenti temporanei creati per uno scopo specifico e destinati ad essere gettati via. Molte di queste prime barzellette trattano argomenti scatologici e sessuali, intrattenendo tutte le classi sociali ma non da valorizzare e salvare.
Vari tipi di battute sono stati identificati negli antichi testi preclassici. La barzelletta più antica identificata è un antico proverbio sumerico del 1900 a.C. contenente umorismo scatologico. I suoi documenti sono stati datati al periodo antico babilonese e la barzelletta potrebbe risalire al 2300 a.C. La seconda barzelletta più antica trovata, scoperta sul papiro Westcar e che si credeva riguardasse Sneferu, proveniva dall'antico Egitto c. 1600 a.C.: "Come si fa a intrattenere un faraone annoiato? Si naviga lungo il Nilo su una barca carica di giovani donne vestite solo con reti da pesca e si esorta il faraone ad andare a prendere un pesce." La storia dei tre conducenti di buoi di Adab completa le tre barzellette più antiche del mondo. Si tratta di un triplo fumetto risalente al 1200 a.C. Adab. Si tratta di tre uomini che chiedono giustizia a un re in merito alla proprietà di un vitello appena nato, della cui nascita si considerano tutti parzialmente responsabili. Il re chiede consiglio a una sacerdotessa su come governare il caso, e lei suggerisce una serie di eventi che coinvolgono le famiglie e le mogli degli uomini. La parte finale della storia (che includeva la battuta finale), non è sopravvissuta intatta, sebbene frammenti leggibili suggeriscano che fosse di natura oscena.

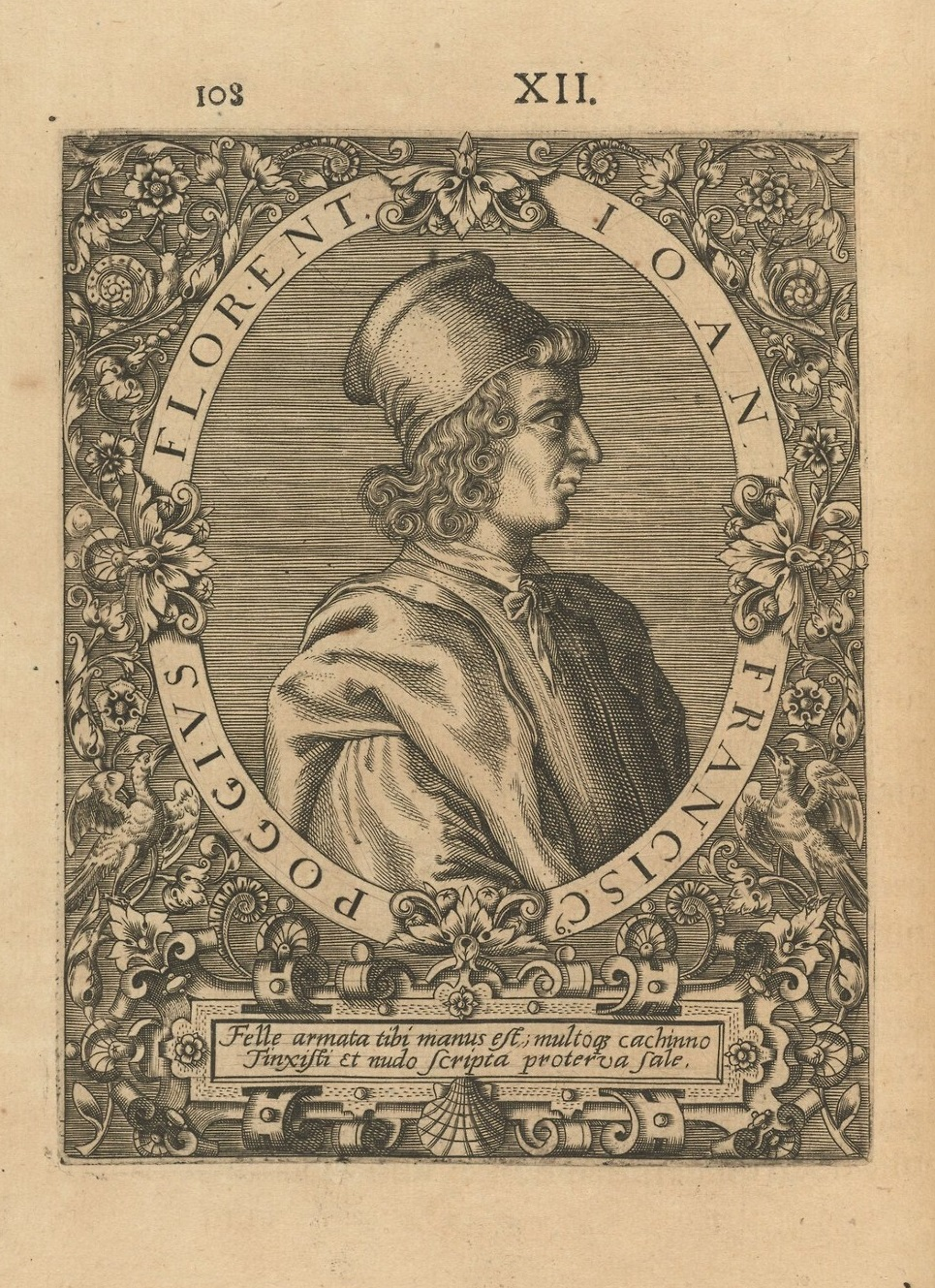
Incisione del 1597 di Poggio Bracciolini, autore di una delle prime antologie di barzellette.

Le barzellette possono essere notoriamente difficili da tradurre da una lingua all'altra; in particolare i giochi di parole, che dipendono da parole specifiche e non solo dal loro significato. Ad esempio, Giulio Cesare una volta vendette un terreno a un prezzo sorprendentemente basso alla sua amante Servilia, che si diceva stesse prostituendo sua figlia Tertia a Cesare per mantenere il suo favore. Cicerone ha osservato che "conparavit Servilia hunc fundum tertia deducta". La frase pungente, "tertia deducta", può essere tradotta come "con un terzo di sconto (nel prezzo)", o "con Tertia che mette fuori".
Il primo libro di barzellette esistente è il Philogelos (L'amante della risata), una raccolta di 265 barzellette scritte in greco antico grezzo risalenti al IV o V secolo d.C. L'autore della raccolta è oscuro e ad essa sono attribuiti diversi autori, tra cui "Hierokles e Philagros i grammatikos", appunto "Hierokles", o, nella Suda, "Philistion". La classicista britannica Mary Beard afferma che il Philogelos potrebbe essere stato inteso come un manuale di battute da dire al volo, piuttosto che un libro pensato per essere letto direttamente. Molte delle barzellette di questa raccolta sono sorprendentemente familiari, anche se i protagonisti tipici sono meno riconoscibili ai lettori contemporanei: il professore distratto, l'eunuco e le persone con ernie o alitosi. Il Philogelos contiene persino una barzelletta simile a "Dead Parrot Sketch" dei Monty Python.
Durante il XV secolo, la rivoluzione della stampa si diffuse in tutta Europa in seguito allo sviluppo della macchina da stampa a caratteri mobili. Ciò è stato accoppiato con la crescita dell'alfabetizzazione in tutte le classi sociali. Gli stampatori hanno prodotto Jestbooks (raccolte di barzellette e aneddoti umoristici in forma di libro) insieme a Bibbie per soddisfare gli interessi sia di basso che di alto livello della popolazione. Una delle prime antologie di barzellette fu Facetiae dell'italiano Poggio Bracciolini, pubblicato per la prima volta nel 1470. La popolarità di questo libro scherzoso può essere misurata sulle venti edizioni del libro documentate solo per il XV secolo. Un'altra forma popolare era una raccolta di battute, barzellette e situazioni divertenti attribuite a un singolo personaggio in una forma narrativa più connessa del romanzo picaresco. Esempi di ciò sono i personaggi di Rabelais in Francia, Till Eulenspiegel in Germania, Lazarillo de Tormes in Spagna e Master Skelton in Inghilterra. C'è anche un libro di barzellette attribuito a William Shakespeare, i cui contenuti sembrano sia informare che prendere in prestito dalle sue opere. Tutti questi primi libri di barzellette confermano sia l'aumento dell'alfabetizzazione delle popolazioni europee sia la ricerca generale di attività ricreative durante il Rinascimento in Europa.
La pratica degli stampatori che utilizzavano barzellette e vignette come riempitivi di pagine era anche ampiamente utilizzata nei chapbook del XIX secolo e precedenti. Con l'aumento dell'alfabetizzazione della popolazione generale e la crescita dell'industria della stampa, queste pubblicazioni furono le forme più comuni di materiale stampato tra il XVI e il XIX secolo in tutta Europa e Nord America. Insieme a resoconti di eventi, esecuzioni, ballate e versi, contenevano anche barzellette. Solo una delle tante raccolte archiviate nella biblioteca di Harvard è descritta come "1706. Riso reso facile; o, l'impareggiabile raccolta di Funny Dick di scherzi, barzellette, tori curiosi, comici, strani, buffi, umoristici, spiritosi, stravaganti, ridicoli ed eccentrici, epigrammi, ecc. Con molte altre descrizioni di spirito e umorismo." Queste pubblicazioni economiche, effimere destinate alla distribuzione di massa, venivano lette da sole, lette ad alta voce, affisse e scartate.
Ci sono molti tipi di libri di barzellette in stampa oggi; una ricerca su Internet fornisce una pletora di titoli disponibili per l'acquisto. Possono essere letti da soli per intrattenimento personale o usati per fare scorta di nuove barzellette per intrattenere gli amici. Alcune persone cercano di trovare un significato più profondo nelle battute, come in "Platone e un ornitorinco entrano in un bar... Capire la filosofia attraverso le battute". Tuttavia non è necessario un significato più profondo per apprezzare il loro intrinseco valore di intrattenimento. Le riviste usano spesso barzellette e vignette come riempitivo per la pagina stampata. Reader's Digest chiude molti articoli con una battuta (non correlata) in fondo all'articolo. The New Yorker fu pubblicato per la prima volta nel 1925 con l'obiettivo dichiarato di essere una "sofisticata rivista umoristica" ed è ancora noto per le sue vignette.

## Raccontare barzellette

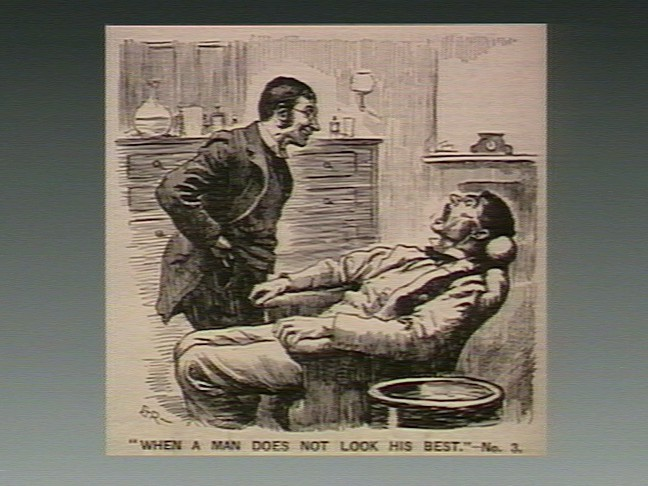
Un dentista racconta una barzelletta al suo paziente nel bel mezzo di un'operazione. Incisione su legno, 1891.

Raccontare una barzelletta è uno sforzo cooperativo; richiede che il narratore e il pubblico si accordino reciprocamente in una forma o nell'altra per interpretare la narrazione che segue come una barzelletta. In uno studio sull'analisi della conversazione, il sociologo Harvey Sacks descrive in dettaglio l'organizzazione sequenziale nel racconto di una singola barzelletta. "Questo racconto è composto, come per le storie, da tre tipi di sequenze ordinate in serie e adiacenti... la prefazione [inquadratura], il racconto e le sequenze di risposta". I folcloristi lo espandono per includere il contesto della barzelletta. Chi sta raccontando quali barzellette a chi? E perché dice loro quando? Il contesto del racconto di barzellette a sua volta porta a uno studio delle relazioni scherzose, un termine coniato dagli antropologi per riferirsi a gruppi sociali all'interno di una cultura che si impegnano in battute e barzellette istituzionalizzate.

### Teoria del frame: "Hai sentito quella..."
Il framing viene eseguito con un'espressione (spesso stereotipata) che induce il pubblico ad aspettarsi una barzelletta. "Hai sentito quella...", "Mi ricorda una barzelletta che ho sentito...", "Allora, un avvocato e un dottore..."; questi marcatori conversazionali sono solo alcuni esempi di frame linguistici usati per iniziare una barzelletta. Indipendentemente dal framing utilizzato, crea uno spazio sociale e confini chiari attorno alla narrazione che segue. La risposta del pubblico a questo frame iniziale può essere il riconoscimento e l'anticipazione della battuta che seguirà. Può anche essere un rigetto, come in "non è una barzelletta" o "non è il momento di scherzare".
Il framing della performance serve a etichettare il racconto di barzellette come una forma di comunicazione culturalmente marcata. Sia l'esecutore che il pubblico capiscono che è separato dal mondo "reale". "Un elefante entra in un bar..."; una persona sufficientemente familiare sia con la lingua inglese che con il modo in cui vengono raccontate le barzellette capisce automaticamente che una storia così compressa e formulata, raccontata senza dettagli sostanziali, e collocando un'improbabile combinazione di personaggi in un'ambientazione improbabile e coinvolgendoli in una trama irrealistica, è l'inizio di una barzelletta e la storia che segue non deve essere presa alla lettera (cioè è una comunicazione non in buona fede). Il framing stesso richiama una modalità scherzosa; se il pubblico non è in grado o non vuole entrare nello scherzo, allora nulla sembrerà divertente.

### Racconto
Seguendo il suo inquadramento linguistico, la barzelletta, sotto forma di racconto, può essere narrata. Non è necessario che sia un testo letterale come altre forme di letteratura orale come indovinelli e proverbi. Il narratore può modificare il testo della barzelletta, a seconda sia della memoria che del pubblico presente. La caratteristica importante è che la narrazione è succinta, contenente solo quei dettagli che portano direttamente alla comprensione e alla decodifica della battuta finale. Ciò richiede che supporti gli stessi (o simili) copioni divergenti che devono essere incorporati nella battuta finale.

### Battuta finale
La battuta finale ("punchline") ha lo scopo di far ridere il pubblico. Un'interpretazione linguistica di questa battuta finale/risposta è chiarita da Victor Raskin nella sua Teoria semantica dell'umorismo basata sullo script. L'umorismo viene evocato quando un fattore scatenante contenuto nella battuta finale fa sì che il pubblico sposti bruscamente la sua comprensione della storia dall'interpretazione primaria (o più ovvia) a un'interpretazione secondaria e opposta. "La battuta finale è il perno su cui ruota il testo della barzelletta in quanto segnala il passaggio tra gli script [semantici] necessari per interpretare [reinterpretare] il testo della barzelletta". Per produrre l'umorismo nella battuta verbale, le due interpretazioni (cioè i copioni) devono essere entrambe compatibili con il testo della battuta e opposte o incompatibili l'una con l'altra. Thomas R. Shultz, uno psicologo, espande in modo indipendente la teoria linguistica di Raskin per includere "due stadi di incongruenza: percezione e risoluzione". Spiega che "... l'incongruenza da sola non è sufficiente per spiegare la struttura dell'umorismo. [...] All'interno di questo quadro, l'apprezzamento dell'umorismo è concettualizzato come una sequenza bifasica che coinvolge prima la scoperta dell'incongruenza seguita da una risoluzione dell'incongruenza". Nel caso di una barzelletta, quella risoluzione genera risate.
Questo è il punto in cui il campo della neurolinguistica offre alcune informazioni sull'elaborazione cognitiva coinvolta in questa risata improvvisa alla battuta finale. Gli studi dei ricercatori di scienze cognitive Coulson e Kutas affrontano direttamente la teoria del cambio di copione articolata da Raskin nel loro lavoro. L'articolo "Ottenere: risposta cerebrale correlata agli eventi umani alle battute in buoni e poveri comprensori" misura l'attività cerebrale in risposta alla lettura di battute. Ulteriori studi di altri nel campo supportano più in generale la teoria dell'elaborazione in due fasi dell'umorismo, come evidenziato dal tempo di elaborazione più lungo che richiedono. Nel campo correlato delle neuroscienze, è stato dimostrato che l'espressione della risata è causata da due percorsi neuronali parzialmente indipendenti: un sistema "involontario" o "guidato emotivamente" e un sistema "volontario". Questo studio aggiunge credibilità all'esperienza comune quando esposto a una barzelletta di cattivo gusto; una risata è seguita nel respiro successivo da un disclaimer: "Oh, è brutto..." Qui i molteplici passaggi nella cognizione sono chiaramente evidenti nella risposta a step, la percezione viene elaborata solo un respiro più velocemente della risoluzione del contenuto morale/etico nella barzelletta.

### Risposta
La risposta attesa a una barzelletta è una risata. Il narratore di barzellette spera che il pubblico "capisca" e si diverta. Ciò porta alla premessa che una barzelletta sia in realtà un "test di comprensione" tra individui e gruppi. Se gli ascoltatori non capiscono la battuta, non stanno comprendendo i due copioni che sono contenuti nella narrazione così come erano intesi. Oppure "capiscono" e non ridono; potrebbe essere troppo oscena, troppo grossolana o troppo stupida per il pubblico in questione. Una donna potrebbe rispondere in modo diverso a una barzelletta raccontata da un collega di sesso maschile intorno al refrigeratore d'acqua di quanto farebbe alla stessa barzelletta ascoltata per caso nel bagno di una donna. Una barzelletta che coinvolge l'umorismo scatologico può essere più divertente raccontato nel cortile della scuola elementare che in un campus universitario. La stessa battuta susciterà risposte diverse in contesti diversi. La battuta finale nella battuta rimane la stessa, tuttavia, è più o meno appropriata a seconda del contesto.

### Contesti mutevoli, testi mutevoli
Il contesto esplora la specifica situazione sociale in cui si verifica la barzelletta. Il narratore modifica automaticamente il testo della barzelletta in modo che sia accettabile per un pubblico diverso, supportando allo stesso tempo gli stessi copioni divergenti nella battuta finale. Il vocabolario usato per raccontare la stessa barzelletta a una festa di una confraternita universitaria e alla propria nonna potrebbe benissimo variare. In ogni situazione, è importante identificare sia il narratore che il pubblico, nonché il loro rapporto reciproco. Questo varia per riflettere le complessità di una matrice di diversi fattori sociali: età, sesso, razza, etnia, parentela, opinioni politiche, religione, relazioni di potere, ecc. Quando si considerano tutte le potenziali combinazioni di tali fattori tra il narratore e il pubblico, quindi una singola battuta può assumere infinite sfumature di significato per ogni contesto sociale unico.
Il contesto, però, non va confuso con la funzione della barzelletta. "La funzione è essenzialmente un'astrazione fatta sulla base di una serie di contesti". In un'osservazione a lungo termine di uomini che uscivano dall'ultimo turno in un bar locale, si usava scherzare con le cameriere per accertare la disponibilità sessuale per la sera. Diversi tipi di battute, che andavano dal generale all'attualità fino all'umorismo esplicitamente sessuale, segnalavano l'apertura da parte della cameriera per una connessione. Questo studio descrive come le barzellette e gli scherzi vengano usati per comunicare molto di più del semplice buon umore. Questo è un solo esempio della funzione dello barzelletta in un contesto sociale, ma ce ne sono altri. A volte le battute vengono usate semplicemente per conoscere meglio qualcuno. Cosa li fa ridere, cosa trovano divertente? Le barzellette riguardanti la politica, la religione o argomenti sessuali possono essere utilizzate in modo efficace per valutare l'atteggiamento del pubblico nei confronti di uno qualsiasi di questi argomenti. Possono anche essere usati come marker dell'identità di gruppo, segnalando l'inclusione o l'esclusione per il gruppo. Tra i preadolescenti, le barzellette "sporche" consentono loro di condividere informazioni sui loro corpi che cambiano. E a volte scherzare è solo un semplice intrattenimento per un gruppo di amici.

## Relazioni
Il contesto dello barzelletta, a sua volta, porta a uno studio delle relazioni scherzose (joking relationship), un termine coniato dagli antropologi per riferirsi a gruppi sociali all'interno di una cultura che prendono parte a battute e scherzi istituzionalizzati. Queste relazioni possono essere unidirezionali o reciproche avanti e indietro tra i partner. "La relazione scherzosa è definita come una peculiare combinazione di cordialità e antagonismo. Il comportamento è tale che in qualsiasi altro contesto sociale esprimerebbe e susciterebbe ostilità; ma non è inteso sul serio e non deve essere preso sul serio. C'è una pretesa di ostilità insieme a una vera cordialità. Per dirla in un altro modo, la relazione è di una lecita mancanza di rispetto." Le relazioni scherzose sono state descritte per la prima volta dagli antropologi all'interno di gruppi di parentela in Africa. Ma da allora sono stati identificati nelle culture di tutto il mondo, dove battute e scherzi sono usati per segnare e rafforzare i confini appropriati di una relazione.

## Elettronica

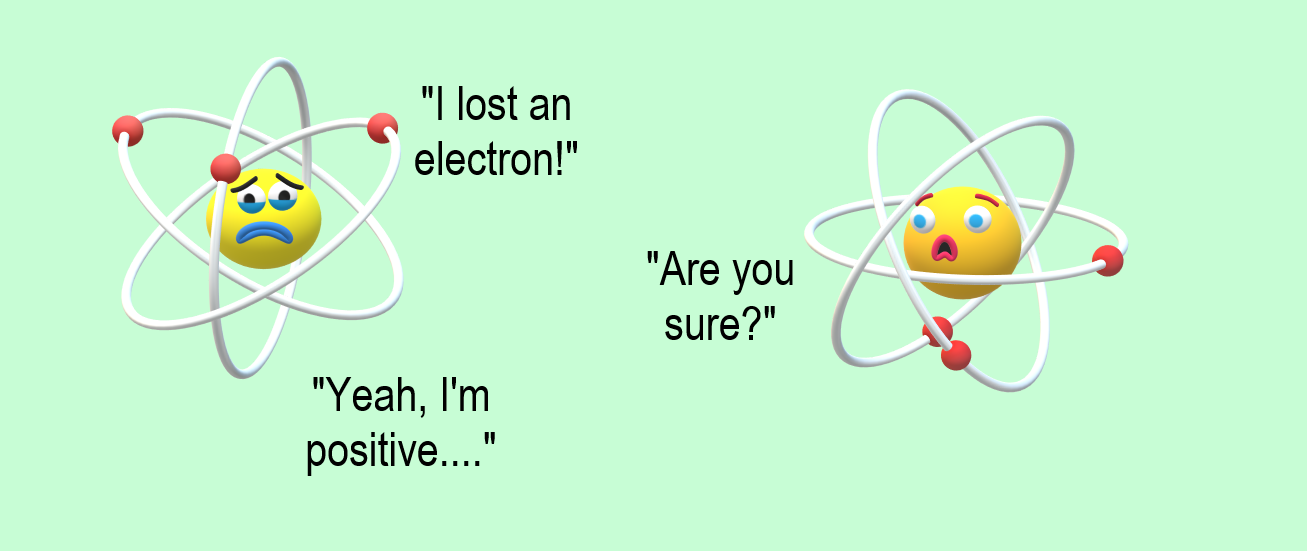
Esempio di barzelletta diffusa nel web

L'avvento delle comunicazioni elettroniche alla fine del XX secolo ha introdotto nuove tradizioni nelle barzellette. Una barzelletta verbale o un fumetto viene inviato via e-mail a un amico o pubblicato su una bacheca; le reazioni includono un'e-mail di risposta con uno smile o LOL o un inoltro a ulteriori destinatari. L'interazione è limitata allo schermo del computer e per la maggior parte solitaria. Pur preservando il testo di una barzelletta, sia il contesto che le varianti si perdono negli scherzi su Internet; per la maggior parte, le barzellette inviate tramite e-mail vengono trasmesse alla lettera. L'inquadratura della barzelletta ricorre frequentemente nella riga dell'oggetto: "RE: ridere per la giornata" o qualcosa di simile. L'inoltro di una battuta via email può aumentare esponenzialmente il numero di destinatari.
La barzelletta su Internet impone una rivalutazione degli spazi sociali e dei gruppi sociali. Non sono più definiti solo dalla presenza fisica e dalla località, esistono anche nella connettività nel cyberspazio. "Le reti di computer sembrano rendere possibili comunità che, sebbene fisicamente disperse, mostrano gli attributi degli scambi diretti, non vincolati e non ufficiali di cui i folcloristi si occupano tipicamente". Ciò è particolarmente evidente nella diffusione delle barzellette d'attualità, "quel genere di tradizione in cui intere raccolte di barzellette spuntano apparentemente dall'oggi al domani intorno a qualche evento sensazionale... fioriscono brevemente e poi scompaiono, mentre i mass media passano a nuove mutilazioni e nuove tragedie collettive". Ciò è correlato alla nuova comprensione di Internet come "spazio folcloristico attivo" con forze sociali e culturali in evoluzione e artisti e pubblico chiaramente identificabili.
Uno studio del folclorista Bill Ellis ha documentato come un ciclo in evoluzione è stato diffuso su Internet. Accedendo alle bacheche specializzate in umorismo immediatamente dopo il disastro dell'11 settembre, Ellis è stato in grado di osservare in tempo reale sia le battute di attualità pubblicate elettronicamente sia le risposte alle battute. "Precedenti ricerche sul folklore si limitavano a raccogliere e documentare barzellette di successo, e solo dopo che erano emerse e avevano attirato l'attenzione dei folcloristi. Ora, una raccolta potenziata da Internet crea una macchina del tempo, per così dire, dove possiamo osservare cosa succede in il periodo prima del momento risibile, quando i tentativi di umorismo non hanno successo". L'accesso alle bacheche archiviate ci consente inoltre di tenere traccia dello sviluppo di un singolo thread di battute nel contesto di una conversazione virtuale più complicata.

## Cicli di battute
Un ciclo di battute è una raccolta di battute su un singolo obiettivo o situazione che mostra una struttura narrativa coerente e un tipo di umorismo. Alcuni cicli ben noti sono barzellette sugli elefanti che usano umorismo senza senso, barzellette sui bambini morti che incorporano umorismo nero e barzellette sulle lampadine, che descrivono tutti i tipi di stupidità operativa. I cicli di battute possono incentrarsi su gruppi etnici, professioni, catastrofi, ambientazioni, personaggi assurdi o meccanismi logici che generano l'umorismo. Una battuta può essere riutilizzata in diversi cicli di battute; un esempio di ciò è la stessa barzelletta di Head & Shoulders riadattata alle tragedie di Vic Morrow, dell'ammiraglio Mountbatten e dell'equipaggio dello space shuttle Challenger. Questi cicli sembrano apparire spontaneamente, diffondersi rapidamente attraverso paesi e confini solo per dissiparsi dopo qualche tempo. Folcloristi e altri hanno studiato i singoli cicli di battute nel tentativo di comprenderne la funzione e il significato all'interno della cultura.

### Tragedie e catastrofi
Come per il disastro dell'11 settembre, i cicli si attaccano a celebrità o catastrofi nazionali come la morte di Diana, Principessa del Galles, la morte di Michael Jackson e il disastro dello Space Shuttle Challenger. Questi cicli sorgono regolarmente come risposta a terribili eventi inaspettati che comandano le notizie nazionali. Un'analisi approfondita del ciclo di barzellette Challenger documenta un cambiamento nel tipo di umorismo diffuso dopo il disastro, da febbraio a marzo 1986. "Mostra che le barzellette sono apparse in "ondate" distinte, la prima rispondendo al disastro con giochi di parole intelligenti e la seconda giocando con immagini cupe e inquietanti associate all'evento... La funzione sociale primaria delle barzellette sul disastro sembra essere quella di fornire la chiusura a un evento che ha provocato un lutto comune, segnalando che era giunto il momento di andare avanti e prestare attenzione a preoccupazioni più immediate".

### Barzellette etniche
La sociologa Christie Davies ha scritto molto sulle barzellette etniche raccontate nei paesi di tutto il mondo. Nelle barzellette etniche scopre che il bersaglio etnico "stupido" nella barzelletta non è estraneo alla cultura, ma piuttosto un gruppo sociale periferico (geografico, economico, culturale, linguistico) ben noto ai narratori di barzellette. Quindi gli americani raccontano barzellette su polacchi e italiani, i tedeschi raccontano barzellette sugli Ostfriesens (gli abitanti della Frisia orientale) e gli inglesi raccontano barzellette sugli irlandesi. In una revisione delle teorie di Davies si dice che "Per Davies, le barzellette [etniche] riguardano più il modo in cui i narratori di barzellette immaginano se stessi piuttosto che il modo in cui immaginano quegli altri che fungono da loro presunti bersagli... Le battute servono quindi a centrare uno nel mondo – per ricordare alle persone il loro posto e per rassicurarle che ci sono dentro".

### Assurdità e gallows humor
Una terza categoria di cicli scherzosi individua nel sedere personaggi assurdi: ad esempio l'uva, il bambino morto o l'elefante. A partire dagli anni '60, le interpretazioni sociali e culturali di questi cicli di barzellette, guidate dal folclorista Alan Dundes, iniziarono ad apparire nelle riviste accademiche. Si ipotizza che le battute sui bambini morti riflettano i cambiamenti della società e il senso di colpa causati dall'uso diffuso della contraccezione e dell'aborto a partire dagli anni '60. Le barzellette sugli elefanti sono state variamente interpretate come sostituti dei neri americani durante l'era dei diritti civili o come "l'immagine di qualcosa di grande e selvaggio all'estero nella terra che cattura [ing] il senso della controcultura "degli anni Sessanta. Queste interpretazioni mirano a una comprensione culturale dei temi di queste barzellette che vanno oltre la semplice raccolta e documentazione intrapresa in precedenza da folcloristi ed etnologi.

## Sistemi di classificazione
Quando i racconti popolari e altri tipi di letteratura orale divennero oggetti da collezione in tutta Europa nel XIX secolo (Fratelli Grimm e altri), i folcloristi e gli antropologi dell'epoca avevano bisogno di un sistema per organizzare questi oggetti. Il sistema di classificazione Aarne-Thompson fu pubblicato per la prima volta nel 1910 da Antti Aarne e successivamente ampliato da Stith Thompson per diventare il sistema di classificazione più famoso per i racconti popolari europei e altri tipi di letteratura orale. La sua sezione finale affronta aneddoti e barzellette, che elenca i racconti umoristici tradizionali ordinati dal loro protagonista; "Questa sezione dell'Indice è essenzialmente una classificazione delle più antiche barzellette europee, o racconti allegri - storie umoristiche caratterizzate da trame brevi e abbastanza semplici. …". A causa della sua attenzione ai tipi di racconti più vecchi e agli attori obsoleti, l'indice Aarne-Thompson non fornisce molto aiuto nell'identificare e classificare lo scherzo moderno.
Un sistema di classificazione più granulare ampiamente utilizzato dai folcloristi e dagli antropologi culturali è il Thompson Motif Index, che separa i racconti nei loro singoli elementi narrativi. Questo sistema consente di classificare le barzellette in base ai singoli motivi inclusi nella narrazione: attori, oggetti e incidenti. Non fornisce un sistema per classificare il testo in base a più di un elemento alla volta, rendendo allo stesso tempo teoricamente possibile classificare lo stesso testo sotto più motivi.
Il Thompson Motif Index ha generato ulteriori indici di motivi specializzati, ognuno dei quali si concentra su un singolo aspetto di un sottoinsieme di battute. Un campione di solo alcuni di questi indici specializzati è stato elencato sotto altri indici di motivi. Qui si può selezionare un indice per le narrazioni popolari spagnole medievali, un altro indice per battute verbali linguistiche, e un terzo per l'umorismo sessuale. Per assistere il ricercatore in questa situazione sempre più confusa, ci sono anche molteplici bibliografie di indici così come una guida su come creare il proprio indice.
Diverse difficoltà sono state identificate con questi sistemi di identificazione delle narrazioni orali in base ai tipi di racconto o agli elementi della storia. Un primo grande problema è la loro organizzazione gerarchica; un elemento della narrazione è selezionato come elemento principale, mentre tutte le altre parti sono disposte in subordine a questo. Un secondo problema di questi sistemi è che i motivi elencati non sono qualitativamente uguali; attori, oggetti e incidenti sono tutti considerati fianco a fianco. E poiché gli incidenti avranno sempre almeno un attore e di solito hanno un elemento, la maggior parte delle narrazioni può essere ordinata sotto più intestazioni. Ciò crea confusione sia su dove ordinare un articolo sia su dove trovarlo. Un terzo problema significativo è che l '"eccessiva pruderie" comune a metà del XX secolo significa che elementi osceni, sessuali e scatologici venivano regolarmente ignorati in molti degli indici.

Il folclorista Robert Georges ha riassunto le preoccupazioni con questi sistemi di classificazione esistenti:
…Tuttavia ciò che la molteplicità e varietà di insiemi e sottoinsiemi rivela è che il folklore [barzellette] non solo assume molte forme, ma è anche sfaccettato, con scopo, uso, struttura, contenuto, stile e funzione tutti rilevanti e importanti. Ognuno o una combinazione di questi molteplici e vari aspetti di un esempio folcloristico [come le barzellette] potrebbe emergere come dominante in una situazione specifica o per una particolare indagine. 
Si è dimostrato difficile organizzare tutti i diversi elementi di una barzelletta in un sistema di classificazione multidimensionale che potrebbe essere di reale utilità nello studio e nella valutazione di questa complessa forma narrativa (principalmente orale).
La Teoria Generale dell'Umorismo Verbale o GTVH, sviluppata dai linguisti Victor Raskin e Salvatore Attardo, tenta di fare esattamente questo. Questo sistema di classificazione è stato sviluppato appositamente per le barzellette e successivamente ampliato per includere tipi più lunghi di narrazioni umoristiche. Sei diversi aspetti della narrazione, etichettati come risorse di conoscenza o KR, possono essere valutati in gran parte indipendentemente l'uno dall'altro e quindi combinati in un'etichetta di classificazione concatenata. Questi sei KR della struttura barzelletta includono:
1. Script Opposition (SO) fa riferimento all'opposizione al copione inclusa nell'SSTH di Raskin. Ciò include, tra gli altri, temi come reale (irreale), reale (non reale), normale (anormale), possibile (impossibile).
2. Meccanismo logico (LM - Logical Mechanism) si riferisce al meccanismo che collega i diversi script nella barzelletta. Questi possono variare da una semplice tecnica verbale come un gioco di parole a LM più complessi come logica errata o false analogie.
3. Situazione (SI - Situation) può includere oggetti, attività, strumenti, oggetti di scena necessari per raccontare la storia.
4. Target (TA) identifica gli attori che diventano il "bersaglio" della barzelletta. Questa etichettatura serve a sviluppare e consolidare stereotipi di gruppi etnici, professioni, ecc.
5. Strategia narrativa (NS - Narrative strategy) affronta il formato narrativo della barzelletta, come una semplice narrazione, un dialogo o un indovinello. Tenta di classificare i diversi generi e sottogeneri dell'umorismo verbale. In uno studio successivo Attardo espande il NS per includere narrazioni umoristiche orali e stampate di qualsiasi lunghezza, non solo barzellette[52].
6. Lingua (LA - Language) "...contiene tutte le informazioni necessarie per la verbalizzazione di un testo. È responsabile dell'esatta formulazione...e del posizionamento degli elementi funzionali[53]."

Con il progredire dello sviluppo del GTVH, è stata stabilita una gerarchia dei KR per limitare parzialmente le opzioni per i KR di livello inferiore a seconda dei KR definiti sopra di essi. Ad esempio, una barzelletta con la lampadina (SI) sarà sempre sotto forma di indovinello (NS). Al di fuori di queste restrizioni, i KR possono creare una moltitudine di combinazioni, consentendo a un ricercatore di selezionare barzellette per l'analisi che contengono solo uno o due KR definiti. Consente inoltre di valutare la somiglianza o la dissomiglianza delle barzellette a seconda della somiglianza delle loro etichette. "Il GTVH si presenta come un meccanismo... di generare [o descrivere] un numero infinito di battute combinando i vari valori che ogni parametro può assumere.... Descrittivamente, analizzare una battuta nel GTVH consiste nell'elencare i valori dei 6 KR (con l'avvertenza che TA e LM possono essere vuoti)." Questo sistema di classificazione fornisce un'etichetta multidimensionale funzionale per qualsiasi battuta, e in effetti qualsiasi umorismo verbale.

## Barzelletta e ricerca umoristica
Molte discipline accademiche rivendicano lo studio delle barzellette (e altre forme di umorismo) come di loro competenza. Fortunatamente, ci sono abbastanza barzellette, buone, cattive e peggiori, da girare. Gli studi sulle barzellette di ciascuna delle discipline interessate riportano alla mente la storia dei ciechi e di un elefante dove le osservazioni, pur riflettendo fedelmente la propria indagine metodologica competente, spesso non riescono a cogliere la bestia nella sua interezza. Ciò attesta lo barzelletta come una forma narrativa tradizionale che è davvero complessa, concisa e completa in sé e per sé. Richiede un "campo di indagine multidisciplinare, interdisciplinare e trasversale" per apprezzare veramente queste pepite di intuizione culturale.

### Psicologia
Sigmund Freud è stato uno dei primi studiosi moderni a riconoscere le barzellette come un importante oggetto di indagine. Nel suo studio del 1905 Barzellette e loro relazione con l'inconscio Freud descrive la natura sociale dell'umorismo e illustra il suo testo con molti esempi di barzellette viennesi contemporanee. Il suo lavoro è particolarmente degno di nota in questo contesto perché Freud distingue nei suoi scritti tra barzellette, umorismo e comicità. Si tratta di distinzioni che si confondono facilmente in molti studi successivi in cui tutto ciò che è divertente tende a essere raccolto sotto il termine generico di "umorismo", rendendo la discussione molto più diffusa.
Dalla pubblicazione dello studio di Freud, gli psicologi hanno continuato a esplorare l'umorismo e le barzellette nella loro ricerca per spiegare, prevedere e controllare il "senso dell'umorismo" di un individuo. Perché la gente ride? Perché le persone trovano qualcosa di divertente? Le barzellette possono predire il carattere, o viceversa, il carattere può predire le barzellette di cui ride un individuo? Cos'è il "senso dell'umorismo"? Una recensione della popolare rivista Psychology Today elenca oltre 200 articoli che discutono vari aspetti dell'umorismo; in gergo psicologico, l'area tematica è diventata sia un'emozione da misurare sia uno strumento da utilizzare nella diagnostica e nel trattamento. Un nuovo strumento di valutazione psicologica, il Values in Action Inventory sviluppato dagli psicologi americani Christopher Peterson eMartin Seligman include l'umorismo (e la giocosità) come uno dei principali punti di forza del carattere di un individuo. In quanto tale, potrebbe essere un buon predittore della soddisfazione della vita. Per gli psicologi, sarebbe utile misurare sia quanta forza ha un individuo sia come può essere aumentata in modo misurabile.
Un'indagine del 2007 sugli strumenti esistenti per misurare l'umorismo ha identificato più di 60 strumenti di misurazione psicologica. Questi strumenti di misurazione utilizzano molti approcci diversi per quantificare l'umorismo insieme ai suoi stati e tratti correlati. Esistono strumenti per misurare la risposta fisica di un individuo in base al suo sorriso; il Facial Action Coding System (FACS) è uno dei numerosi strumenti utilizzati per identificare uno qualsiasi dei molteplici tipi di sorrisi. Oppure si può misurare la risata per calcolare la risposta divertente di un individuo; molteplici tipi di risate è stato identificato. Va sottolineato che sia i sorrisi che le risate non sono sempre una risposta a qualcosa di divertente. Nel tentativo di sviluppare uno strumento di misurazione, la maggior parte dei sistemi utilizza "barzellette e vignette" come materiali di prova. Tuttavia, poiché non esistono due strumenti che utilizzano le stesse barzellette, e in tutte le lingue ciò non sarebbe fattibile, come si determina che gli oggetti di valutazione sono comparabili? Andando avanti, a chi si chiede di valutare il senso dell'umorismo di un individuo? Si chiede alla persona stessa, un osservatore imparziale, o alla sua famiglia, amici e colleghi? Inoltre, è stato considerato l'umore attuale dei soggetti del test; qualcuno con una morte recente in famiglia potrebbe non essere molto incline alle risate. Data la pletora di varianti rivelate anche da uno sguardo superficiale al problema, diventa evidente che questi percorsi di indagine scientifica sono minati da insidie problematiche e soluzioni discutibili.
Lo psicologo Willibald Ruch è stato molto attivo nella ricerca dell'umorismo. Ha collaborato con i linguisti Raskin e Attardo al loro sistema di classificazione General Theory of Verbal Humor (GTVH). Il loro obiettivo è testare empiricamente sia i sei tipi di classificazione autonoma (KR) sia l'ordinamento gerarchico di questi KR. L'avanzamento in questa direzione sarebbe vantaggioso per entrambi i campi di studio; la linguistica avrebbe una verifica empirica di questo sistema di classificazione multidimensionale per le barzellette e la psicologia avrebbe una classificazione delle barzellette standardizzata con la quale potrebbero sviluppare strumenti di misurazione confrontabili in modo verificabile.

### Linguistica
"La linguistica dell'umorismo ha fatto passi da gigante nell'ultimo decennio e mezzo e ha sostituito la psicologia dell'umorismo come approccio teorico più avanzato allo studio di questa importante e universale facoltà umana". Questa recente affermazione di un noto linguista e ricercatore dell'umorismo (Victor Raskin) descrive, dal suo punto di vista, la ricerca contemporanea sull'umorismo linguistico. I linguisti studiano le parole, come le parole sono messe insieme per costruire frasi, come le frasi creano un significato che può essere comunicato da un individuo all'altro e come la nostra interazione reciproca usando le parole crea il discorso. Le barzellette sono state definite sopra come narrazioni orali in cui parole e frasi sono progettate per costruire verso una battuta finale. La domanda del linguista è: cosa rende esattamente divertente la battuta finale? Questa domanda si concentra su come le parole usate nella battuta finale creano umorismo, in contrasto con la preoccupazione dello psicologo per la risposta del pubblico alla battuta finale. La valutazione dell'umorismo da parte degli psicologi "è fatta dal punto di vista dell'individuo; ad esempio, il fenomeno associato alla risposta o alla creazione dell'umorismo e non una descrizione dell'umorismo stesso". La linguistica, invece, si sforza di fornire una descrizione precisa di ciò che rende divertente un testo.
Due importanti nuove teorie linguistiche sono state sviluppate e testate negli ultimi decenni. La prima è stata avanzata da Victor Raskin in "Semantic Mechanisms of Humor", pubblicato nel 1985. Pur essendo una variante dei concetti più generali della teoria dell'incongruenza dell'umorismo, è la prima teoria a identificare il suo approccio come esclusivamente linguistico. La teoria semantica dell'umorismo basata su script (SSTH) inizia identificando due condizioni linguistiche che rendono divertente un testo. Quindi passa all'identificazione dei meccanismi coinvolti nella creazione della battuta finale. Questa teoria ha stabilito il fondamento semantico/pragmatico dell'umorismo così come la competenza umoristica dei parlanti.
Diversi anni dopo l'SSTH fu incorporato in una più ampia teoria di barzellette avanzata da Raskin e dal suo collega Salvatore Attardo. Nella Teoria Generale dell'Umorismo Verbale, l'SSTH è stato ribattezzato Meccanismo Logico (LM) (riferendosi al meccanismo che collega le diverse scritture linguistiche nella barzelletta) e aggiunto ad altre cinque Risorse di Conoscenza indipendenti (KR). Insieme, questi sei KR potrebbero ora funzionare come un'etichetta descrittiva multidimensionale per qualsiasi parte di testo umoristico.
La linguistica ha sviluppato ulteriori strumenti metodologici che possono essere applicati alle barzellette: l'analisi del discorso e l'analisi della conversazione delle barzellette. Entrambe queste sotto-specialità all'interno del campo si concentrano sull'uso del linguaggio "naturale", cioè l'analisi di conversazioni reali (solitamente registrate). Uno di questi studi è già stato discusso sopra, dove Harvey Sacks descrive in dettaglio l'organizzazione sequenziale nel raccontare una singola barzelletta. L'analisi del discorso enfatizza l'intero contesto della barzelletta sociale, l'interazione sociale che culla le parole.

### Folklore e antropologia
Il folklore e l'antropologia culturale hanno forse le rivendicazioni più forti sulle barzellette come appartenenti al loro baliato. Le barzellette rimangono una delle poche forme rimaste di letteratura popolare tradizionale trasmesse oralmente nelle culture occidentali. Identificati come una delle "forme semplici" di letteratura orale da André Jolles nel 1930, sono stati raccolti e studiati da quando c'erano folcloristi e antropologi all'estero nelle terre. Come genere erano abbastanza importanti all'inizio del XX secolo da essere inclusi sotto il proprio titolo nell'indice Aarne-Thompson pubblicato per la prima volta nel catalogo 1910: Anecdotes and jokes.
A partire dagli anni '60, i ricercatori culturali iniziarono ad espandere il loro ruolo da collezionisti e archivisti di "idee popolari" a un ruolo più attivo di interpreti di artefatti culturali. Uno dei principali studiosi attivi durante questo periodo di transizione fu il folclorista Alan Dundes. Ha iniziato a porre domande sulla tradizione e sulla trasmissione con l'osservazione chiave che "Nessun pezzo di folklore continua a essere trasmesso a meno che non significhi qualcosa, anche se né l'oratore né il pubblico possono articolare quale potrebbe essere quel significato". Nel contesto delle barzellette, questo diventa quindi la base per ulteriori ricerche. Perché la barzelletta viene raccontata proprio ora? Solo in questa prospettiva allargata è possibile una comprensione del suo significato per i partecipanti.
Questa domanda ha portato a una fioritura di monografie per esplorare il significato di molti cicli di barzellette. Cosa c'è di così divertente nelle assurde battute sugli elefanti? Perché prendere alla leggera i bambini morti? In un articolo sulle barzellette tedesche contemporanee su Auschwitz e l'Olocausto, Dundes giustifica questa ricerca: "Se si trovano divertenti o meno le barzellette su Auschwitz non è un problema. Questo materiale esiste e dovrebbe essere registrato. Le barzellette sono sempre un importante barometro degli atteggiamenti di un gruppo. Le barzellette esistono e ovviamente devono soddisfare un bisogno psichico di coloro che le raccontano e di coloro che le ascoltano." Una stimolante generazione di nuove teorie umoristiche fiorisce come funghi nel sottobosco: Elliott Oringle discussioni teoriche di "appropriata ambiguità" e l'ipotesi di Amy Carrell di una "teoria dell'umorismo verbale basata sul pubblico (1993)" per citarne solo alcune.
Nel suo libro Humor and Laughter: An Anthropological Approach, l'antropologo Mahadev Apte presenta un solido caso per la sua prospettiva accademica. "Due assiomi sono alla base della mia discussione, vale a dire che l'umorismo è in gran parte basato sulla cultura e che l'umorismo può essere un importante strumento concettuale e metodologico per ottenere informazioni sui sistemi culturali". Apte prosegue chiedendo di legittimare il campo della ricerca sull'umorismo come "umorologia" (humorology); questo sarebbe un campo di studio che incorpora un carattere interdisciplinare degli studi sull'umorismo.
Sebbene l'etichetta "umorologia" non sia ancora diventata una parola familiare, si stanno facendo grandi passi avanti nel riconoscimento internazionale di questo campo di ricerca interdisciplinare. L'International Society for Humor Studies è stata fondata nel 1989 con lo scopo dichiarato di "promuovere, stimolare e incoraggiare lo studio interdisciplinare dell'umorismo; sostenere e cooperare con organizzazioni locali, nazionali e internazionali con scopi simili; organizzare e organizzare incontri; e pubblicare e incoraggiare pubblicazioni concernenti lo scopo della società”. Pubblica anche Humor: International Journal of Humor Research e tiene conferenze annuali per promuovere e informare la sua specialità.

### Fisiologia del riso
Nel 1872, Charles Darwin pubblicò una delle prime "descrizioni complete e per molti versi straordinariamente accurate del riso in termini di respirazione, vocalizzazione, azione facciale, gesti e postura" (Risate). In questo primo studio Darwin solleva ulteriori domande su chi ride e perché ridono; la miriade di risposte da allora illustrano le complessità di questo comportamento. Per comprendere la risata negli esseri umani e in altri primati, è stata istituita la scienza della gelotologia (dal greco gelos, che significa riso); è lo studio della risata e dei suoi effetti sul corpo sia dal punto di vista psicologico che fisiologico-prospettico. Mentre le battute possono provocare risate, la risata non può essere utilizzata come indicatore uno a uno di battute perché ci sono molteplici stimoli alle risate, l'umorismo è solo uno di questi. Le altre sei cause di risate elencate sono il contesto sociale, l'ignoranza, l'ansia, la derisione, le scuse recitate e il solletico. In quanto tale, lo studio della risata è una prospettiva secondaria, sebbene divertente, nella comprensione delle barzellette.

### Umorismo computazionale
L'umorismo computazionale è un nuovo campo di studio che utilizza i computer per modellare l'umorismo; collega le discipline della linguistica computazionale e dell'intelligenza artificiale. Un'ambizione primaria di questo campo è sviluppare programmi per computer in grado sia di generare una barzelletta sia di riconoscere un frammento di testo come una barzelletta. I primi tentativi di programmazione si sono occupati quasi esclusivamente di giochi di parole perché questo si presta a regole semplici e dirette. Questi programmi primitivi non mostrano alcuna intelligenza; invece, lavorano su un modello con un insieme finito di opzioni di gioco di parole predefinite su cui costruire.
Devono ancora essere sviluppati programmi di barzellette per computer più sofisticati. Sulla base della nostra comprensione delle teorie dell'umorismo SSTH/GTVH, è facile capire perché. Le scritture linguistiche (alias frame) a cui si fa riferimento in queste teorie includono, per ogni data parola, una "grande porzione di informazione semantica che circonda la parola e da essa evocata [...] una struttura cognitiva interiorizzata dal parlante nativo". Questi script si estendono molto oltre la definizione lessicale di una parola; contengono la completa conoscenza del concetto da parte di chi parla così come esiste nel suo mondo. In quanto macchine non senzienti, i computer mancano degli script enciclopedici che gli esseri umani acquisiscono attraverso l'esperienza di vita. Mancano anche della capacità di raccogliere le esperienze necessarie per costruire scritture semantiche ad ampio raggio e comprendere il linguaggio in un contesto più ampio, un contesto che ogni bambino coglie nell'interazione quotidiana con il suo ambiente.
Un ulteriore sviluppo in questo campo deve attendere fino a quando i linguisti computazionali non saranno riusciti a programmare un computer con un sistema di elaborazione del linguaggio naturale semantico ontologico. Sono solo "le strutture linguistiche più complesse [che] possono servire bene qualsiasi trattamento formale e / o computazionale dell'umorismo". Nonostante il fatto che il campo dell'umorismo computazionale sia piccolo e sottosviluppato, è incoraggiante notare i numerosi sforzi interdisciplinari attualmente in corso. Man mano che questo campo cresce sia nella comprensione che nella metodologia, fornisce un banco di prova ideale per le teorie dell'umorismo; le regole devono prima essere chiaramente definite per poter scrivere un programma per computer attorno a una teoria.